# Bahnhof Woldegk

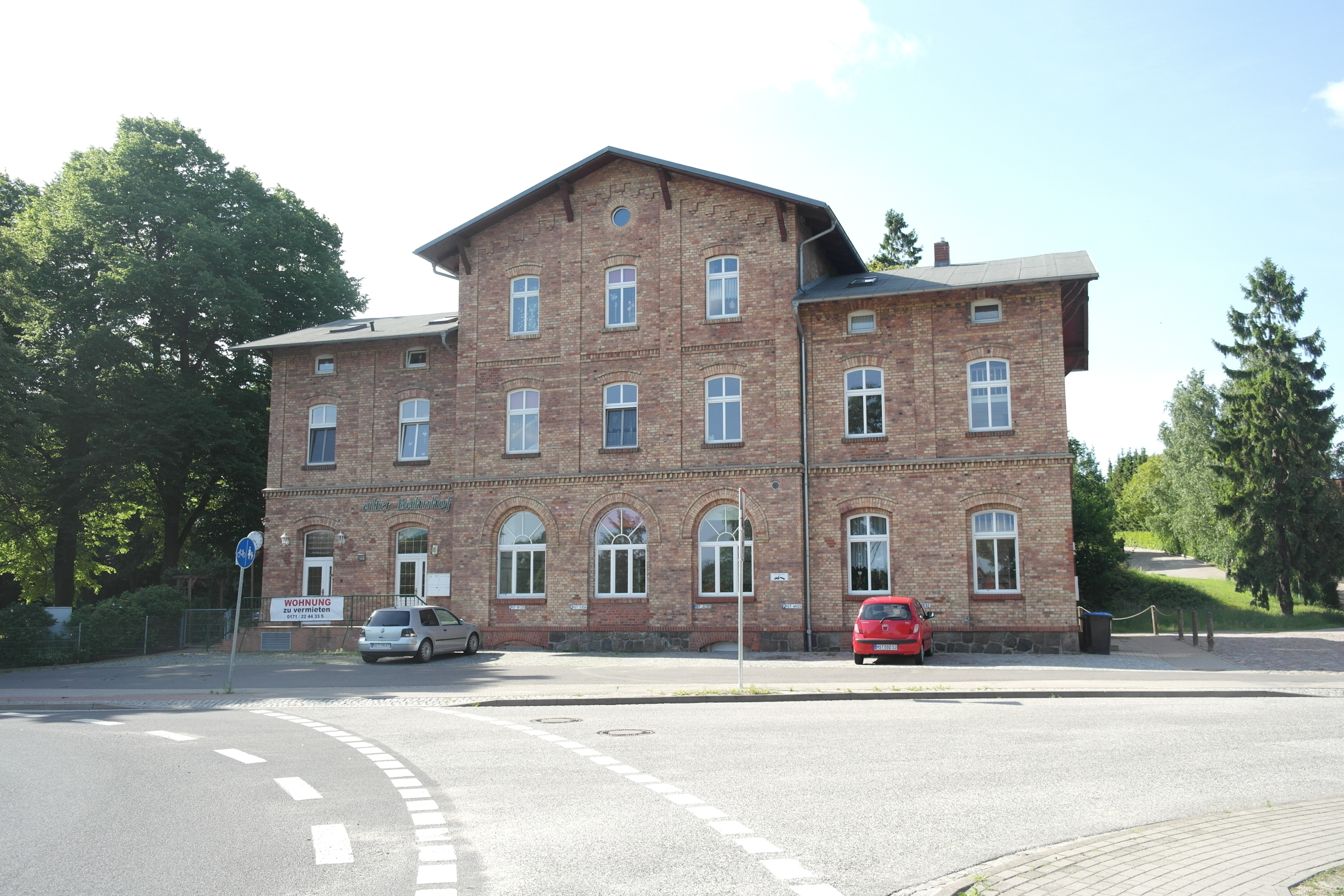

Der ehemalige Bahnhof Woldegk in Woldegk (Landkreis Mecklenburgische Seenplatte, Mecklenburg-Vorpommern), Bahnhofstraße 31 (Bundesstraße 104), wurde um 1893 gebaut. Das Gebäude wird heute durch Dienstleister und Wohnungen genutzt und steht unter Denkmalschutz.

## Geschichte

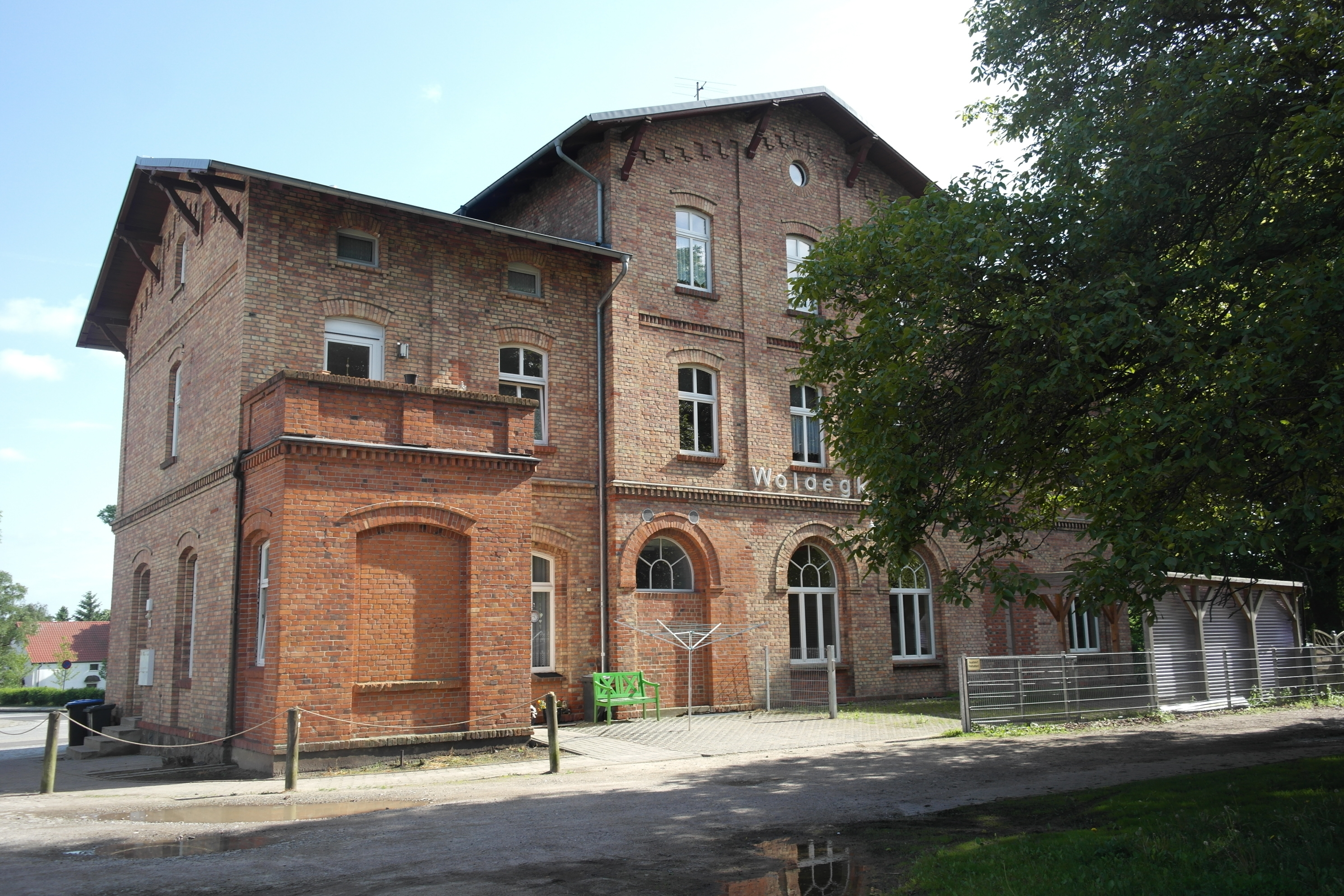
Frühere Gleisseite

Die 1890 gegründete Blankensee-Woldegk-Strasburger Eisenbahngesellschaft verfolgte das Ziel, eine Strecke von Blankensee an der Berliner Nordbahn über Woldegk zum preußischen Grenzbahnhof in Strasburg zu errichten, die 1893 ihren Betrieb aufnahm. 1894 fusionierte diese Bahngesellschaft zur Mecklenburgischen Friedrich-Wilhelm-Eisenbahn-Gesellschaft und durch den Lückenschluss zwischen Neustrelitz und Blankensee 1909 entstand eine durchgehende Bahnstrecke von der Landesgrenze bei Buschhof über Neustrelitz nach Strasburg. 1941 wurde die Mecklenburgische Friedrich-Wilhelm-Eisenbahn-Gesellschaft verstaatlicht. Der Streckenabschnitt Thurow–Strasburg, an dem der Bahnhof Woldegk lag, wurde 1947 zu Reparationszwecken abgebaut.
Das zweigeschossige siebenachsige historisierende verklinkerte Bahnhofsempfangsgebäude mit einem dreigeschossigen Mittelrisalit wurde um 1893 gebaut.
Das Empfangsgebäude wurde später für Wohn- und Dienstleistungszwecke (Kanzlei, Praxis, Büros) umgebaut und um 2000 saniert.